# 片上网络
片上网络（network on a chip, network-on-chip）簡稱NoC，是在積體電路（集成电路）上，以網路為基礎的通訊子系統，大部份是在單片系統（SoC）的各模組之間。積體電路裡的模組多半是半导体IP核，其中包括了电子计算机裡的不同功能，設計成网络科学下的模塊（modular）。片上网络是SoC的各模組之間，以路由器為基礎的分组交换網路。
NoC技術將计算机网络的理論和方法用在晶片內的通訊，比傳統的总线和纵横式通訊架構有許多進步。片上網路有許多不同的网络拓扑，到2018年為止，有許多還在實驗中。
在2000年代，研究者為了要改善以總線為基礎的可缩放性問題，就已開始設想用分组交换的形式進行片上的互聯。後續的研究提出了發送資料封包，而不是規劃相關線路的作法。然後，片上网络的概念在2002年提出。相較於其他通訊子系統的設計方式，片上网络提昇了單片系統的可缩放性以及複雜單片系統的效能功耗比。片上网络是新兴技术, 隨著多核心處理器電腦架構越來越普及，此技術也將大幅成長。

## External links
- DATE 2006 workshop on NoC
- NoCS 2007 - The 1st ACM/IEEE International Symposium on Networks-on-Chip
- NoCS 2008 - The 2nd IEEE International Symposium on Networks-on-Chip
- Jean-Jacques Lecler, Gilles Baillieu, Design Automation for Embedded Systems (Springer), "Application driven network-on-chip architecture exploration & refinement for a complex SoC", June 2011, Volume 15, Issue 2, pp 133–158, doi:10.1007/s10617-011-9075-5 [Online] http://www.arteris.com/hs-fs/hub/48858/file-14363521-pdf/docs/springer-appdrivennocarchitecture8.5x11.pdf